# UTC+5:30
UTC+5:30 — часовой пояс для Индии и Шри-Ланки.

## В течение всегогода
- Индия
- Шри-Ланка
- С 15 августа 1947 года по 30 сентября 1987 года в  Бутане (см. Бутанское время)